# Jomkipurska vojna
Jomkipurska vojna (tudi oktobrska arabsko-izraelska vojna 1973) se je začela na judovski praznik jom kipur 6. oktobra 1973 (ta je tisto leto sovpadel z muslimanskim svetim mesecem Ramazanom) in je trajala do 25. oktobra istega leta. Arabska koalicija pod vodstvom Egipta in Sirije je začela sočasno ofenzivo proti Izraelu na Sinaju in Golanski planoti, na ozemljih, ki jih je Izrael zasedel med šestdnevno vojno leta 1967. Nekateri ameriški in izraelski zgodovinarji  menijo, da cilj napada ni bilo uničenje Izraela, egiptovski predsednik Anvar Sadat naj bi z njim predvsem želel povrniti izgubljena območja in ponovno odpreti Sueški prekop. ZDA in Sovjetska zveza sta izdatno pomagali vsaka svoji strani (ZDA Izraelu, Sovjetska zveza arabski koaliciji), kar je jedrski velesili pripeljalo na rob spopada.
Egiptovske enote so uspešno prečile Sueški prekop in tri dni skoraj neovirano prodirale po Sinaju, dokler ni Izrael mobiliziral večino svojih sil ter zaustavil egiptovsko ofenzivo, kar je pripeljalo do pat pozicije. Tudi sirske sile so v prvih treh dneh prodrle skozi izraelske obrambne črte na Golanski planoti, a so se morale umakniti na začetne položaje. Izrael je nato sprožil protiofenzivo in prodrl globoko v Sirijo ter začel obstreljevati obrobje prestolnice Damask. Sadat je na Sinaju ukazal napad 2. in 3. armade, s katerim naj bi razbremenil sirske zaveznike, toda izraelska obramba je zdesetkala egiptovske tankovske enote, nato pa skozi vrzel med armadama v protinapadu prodrla čez Sueški prekop. Egiptovska 3. armada je ostala v obroču na zahodnem robu Sinaja, nasproti obkoljenega mesta Suez. 
To je pripeljalo do stopnjevanja napetosti med Washingtonom in Moskvo, dokler niso 25. oktobra sklenili drugega premirja, ki je končalo vojno. Po sedmih dnevih bojev je bilo na obeh straneh veliko žrtev. Izrael je imel med 2.500 in 2.800 mrtvih ter med 7.250 in 8.800 ranjenih, Na arabski strani nikoli niso razkrili številk, najnižje ocene so okoli 8.000 mrtvih (5.000 Egipčanov in 3.000 Sirijcev) ter 18.000 ranjenih, najvišje 18.500 mrtvih (15.000 Egipčanov in 3.500 Sirijcev) ter 35.000 ranjenih.  Uničenih je bilo več kot 3.000 tankov in skoraj 1.000 letal. Leta 1974 je bilo podpisano končno premirje med Egiptom in Izraelom, ki je vsebovalo sporazum o ločitvi vojaških čet na Sueškem kanalu oz. Sinaju.
Vojna je imela daljnosežne posledice. Arabski svet, ki je bil ponižan s porazom egiptovsko-sirsko-jordanske zveze v šestdnevni vojni, si je z vojaškimi uspehi prvih dni spopadov okrepil omajano samozavest. Izrael je kljub kasnejši operativni in taktični prevladi na bojišču spoznal, da ne bo mogel vedno vojaško obvladovati arabskih sosed. To  je tlakovalo pot mirovnemu procesu in pripeljalo do sklenitve mirovnega sporazuma 1978 v Camp Davidu, podeželskem letovišču ameriških predsednikov.
- Boji na Sinaju in ob Sueškem prekopu, 1. faza
- Boji na Sinaju in ob Sueškem prekopu, 2. faza